# ASC Guemeul
ASC Guemeul là một câu lạc bộ bóng đá Mauritanie đến từ Rosso, thủ phủ của vùng Trarza.
Câu lạc bộ thi đấu ở Giải bóng đá hạng nhất quốc gia Mauritanie.

## Sân vận động
Hiện tại đội bóng thi đấu trên sân vận động Stade Trarza có sức chứa 1.000 chỗ ngồi.